# Ushida Findlay Architects
Pour les articles homonymes, voir Ushida.
Ushida Findlay Architects (UFA) est une agence d'architectes associés, japonais et anglais, fondée en 1986 et basée à Londres.

## Biographie
Eisaku Ushida est un architecte japonais né à Tokyo en 1954. Il est diplômé de l'Université de Tokyo en 1976. 
De 1976 à 1983 il travaille pour Arata Isozaki & Associates et sera l'un des architectes du Museum of Contemporary Art, Los Angeles. 
De 1984 à 1986 il travaille à Londres pour Richard Rogers Partnership notamment sur le projet Lloyd’s Building (1985-1986). Depuis 1986 il travaille au sein de l'agence qu'il a fondée avec Kathryn Findlay: Ushida Findlay Partnership .
Kathryn Findlay est une architecte anglaise née à Scozia en Écosse. De 1976 à 1983 elle étudie à la Architectural Association School of Architecture de Londres. Puis de 1980 à 1982 elle part étudier à l'Université de Tokyo, Faculté d'ingénierie, département d'Architecture grâce à la bourse d'études Monbusho qu'elle reçoit du Ministère de l'éducation japonais. Elle travaillera dans le même temps elle aussi pour Arata Isozaki & Associates.  Et de 1984 à 1986, elle enseigne à la Architectural Association School of Architecture. Elle est membre du RIBA: Royal Institute of British Architects.
Depuis 1986 elle travaille au sein de l'agence qu'elle a fondée avec Eisaku Ushida: Ushida Findlay Partnership . En 1998, elle enseignera également à l'Université de Tokyo.
En 1999, ils sont tous deux invités en tant que professeur à l'University of California, Los Angeles (UCLA).
L'agence Ushida Findlay Architects (UFA) se trouve à Londres.
Eisaku Ushida et Kathryn Findlay ont au départ travaillé en tant que collaborateurs dans un cabinet à Tokyo, au Japon, gagnant ainsi une reconnaissance internationale pour leur architecture originale. Leurs premiers travaux furent un terrain d'essai pour la conception expérimentale et les technologies. À travers cela, ils acquirent une réputation internationale comme « bâtisseurs » capables d'innovation.
Aujourd'hui, Kathryn Findlay est la dirigeante principales de l'agence  Ushida Findlay Architects.

## Grafton New Hall

### Le concours RIBA
En juillet 2001, le site du Grafton Hall, dans le Cheshire a fait l'objet d'un concours  très médiatisé lancé par le RIBA pour trouver le style de la maison de campagne du XXIe siècle. Vingt-six architectes sont invités à participer à ce concours qui a été accueilli avec enthousiasme par la communauté architecturale, comme une chance de construire une maison de luxe qui allait redéfinir la vie à la campagne pour l'élite privilégiée. Le projet gagnant est un bâtiment en forme d'étoile de mer avec des tentacules roses qui se répandent dans le paysage imaginé par Ushida Findlay. La maison proposée a fait les gros titres quand elle a reçu le permis de construire en 2002. En effet, le projet a été largement décrié, parlant même « d'étoile de mer échouée ».

### Le projet
Ushida Findlay gagnent donc le concours RIBA pour réinterpréter une maison de campagne anglaise dans une propriété de 46 ha dans le Cheshire. Le projet porte sur une maison ultra moderne de 3 500 m2. Grafton New Hall rompt avec la tradition où le bâtiment domine le terrain alentour. Il est à l'antithèse de l'architecture néo-classique préférée par la classe aisée de Grande-Bretagne. 
Le projet d'Ushida Findlay met en évidence, avec une maison qui embrasse son contexte naturel, les résonances entre architecture et paysage, au lieu de le créer. La perspective externe du Grafton New Hall a le caractère du bois environnant. L'architecture semble émerger du paysage comme une racine qui affleure le sol. La structure s'étend comme des doigts sur la pelouse. Quatre tentacules triangulaires de grès partiellement enfouies dans le sol sont alimentées par l'énergie géothermique. À l'intérieur, il y a une spirale qui s'ouvre comme un ventilateur.
Grafton New Hall est orientée de manière que le rythme des activités journalières puisse librement suivre la course du soleil, en jouant avec le besoin de lumière et le besoin d'ombre. 
Le but du projet est de promouvoir un modèle d'habitation qui permet de profiter de l'environnement naturel de la maison et des habitants, dans une harmonie mutuelle.

### La polémique
À la suite du concours, il y avait juste un problème... Personne ne voulait acheter le projet. Dans le monde des demeures seigneuriales, le radicalisme de cette architecture semblait être « un faux pas ». En 2008, donc 7 ans après le concours, le Chester City Council a finalement approuvé une nouvelle série de plans pour le développement de Grafton Hall. Ils sont nettement plus conforme à la tradition britannique et sont réalisés par Robert Adam, un architecte anglais beaucoup plus traditionaliste. Il s'agit cette fois d'une demeure néo-classique, avec différents bâtiments pour la piscine, pour les logements du personnel et pour des écuries.
Kathryn Findlay déclarera que "dès que le projet du Grafton Hall a été publié, l'Emir du Qatar m'a immédiatement demandé de construire quelque chose de similaire pour sa femme. »  Mais peut-être que la Grande-Bretatgne imaginait quand même quelque chose qui ressemblerait plus à une maison de campagne.
Et Robert Adam dira quant à lui que "mon client a fait le choix de bon sens. Sondage après sondage, les gens ont montré qu'ils préfèraient vivre dans des bâtiments traditionnels et non dans des expériences architecturales."

### La Biennale de Venise
8 Mostra internazionale di Architettura di Venezia 2002
Les qualités du projet sera tout de même largement reconnues. C'est pourquoi, Ushida Findlay  présenteront en 2002 leur projet de maison de campagne qui a gagné le concours RIBA pour le Grafton Hall à la Biennale de Venise.

## Homes for the Future
Ushida et Findlay recevront en 1999 le 1er prix pour ce projet dont le concours a été organisé par la ville de Glasgow dans le cadre de: « Glasgow 1999 Year of Architecture and Design ».

### Le concours
Le concours d'Homes for the Future porte sur le développement d'un site sur la bordure orientale de la ville marchande florissante de Glasgow et fait face au Glasgow Green. Un plan directeur a été créé par Page\Park Architects avec Arup Associates. Le concours encourageait les participants à présenter des plans qui reflèteront les modes de vie future et les technologies à venir.

### Le projet
Situé dans une partie négligée de l'East End de Glasgow le bâtiment phare a un rôle central dans ce développement, consistant en un mélange de lofts, appartements et locaux commerciaux. Adjacent au Glasgow Green, le bâtiment est orienté de manière à maximiser la vue sur la ville. L'arrière du bâtiment et le paysage sont directement liés à la structure en pergola. Cette cascades de 5 étages fait partie intégrante du jardin communal.
Le bâtiment-phare a été considéré comme le point de départ de la rénovation urbaine du quartier. Et comme tel, il fut un succès. Il reçut donc le Prix de « Regeneration Award for Development in Scotland 2000 ».

## Truss Wall House
La maison Truss Wall a été conçue par Ushida et Findlay en 1992-1993.

### Le concept
La Truss Wall House a été conçue et construite 15-20 ans avant que la mode des bâtiments courbes soit en vogue. Ushida et Findlay ont été fascinés par le côté très novateur de ce système constructif connu sous le nom de « Truss Wall » ou encore « murs treillis ». Ce système permettait de réaliser des constructions en béton composées de courbe. Il avait été utilisé depuis de nombreuses années sous une forme figurative, pour créer d'énormes statue de Bouddha par exemple. Les architectes réinventent le système en créant une forme abstraite et  fluide qui tire le meilleur parti de son site confinés.
Ils décidèrent d'exploiter les formes abstraites que le système rendait possible et se rendirent compte que, pour la première fois par les moyens modernes, une fusion entre surface et la structure serait le résultat du système, créant un seul et unique élément. 
Ceci, selon eux, leur permet d'atteindre une couche plus profonde du langage architectural en travaillant avec ce concept de "fluide visqueux"; remplacer le langage standard de l'architecture dans laquelle les planchers, les murs et les plafonds sont séparément articulés.

### Le contexte
La maison Truss Wall se situe dans la banlieue de Tokyo au Japon. Cette partie de la ville est un tissu urbain complexe constitué d'autoroutes qui desservent des quartiers aux ruelles sinueuses et étroites. Les parcelles y sont généralement très petites et ne dépassent pas 100 m2.
Le terrain de la Truss Wall house est d'environ 80 m2 et est entouré de maison traditionnelles japonaises. Les maisons sont très proches les unes des autres, ce qui donne peu d'intimité.
Dans ce projet, Ushida et Findlay cherchent à redonner une intimité à la maison en la tournant vers elle-même. Il y a très peu d'ouverture sur l'extérieur, la maison s'articulant autour d'un patio central.

### Le projet
Le système du mur treillis permet de créer  une multitude de formes indépendantes dans les limites des possibilités techniques et plastiques du béton. Ushida et Findlay ont exploré ces possibilités lors de la conception de cette maison expérimentale. La plasticité du système de construction permet la manipulation topologique illimitée entre solide et vide et dans ce système, les meubles et la lumière sont intégrés à l'architecture. Dans ce projet, Ushida et Findlay ont cherché à atteindre un langage architectural plus profond qui puise ses origines dans les mathématiques de la topologie.  L'espace crée une continuité fluide des sens et du physique qui est diffusée par le mouvement  au travers de l'espace: des séquences dans la maison permettent de connecter la rue au ciel et les entrailles de la Terre. Enfin, tout le bâtiment est recouvert d'une seule texture qui crée une surface continue de l'intérieur vers l'extérieur<.

## Prix
- 1999 : 
  - Homes for the Future, Glasgow - 1er prix
- 1994:
  - First Annual Tokyo Journal Innovative Awards for Architecture
  - BBC Design Awards - Special Mention
  - NEG Glass Competition - Gold Prize
- 1988: MCH House of Cup Competition - 1er prix

## Principaux projets et réalisations
- 2012 : ArcelorMittal Orbit, Olympic Park, UK. UFA architecture for Anish Kapoor and Cecil Balmond, Londres
- 2011 : 
  - Olympic Park Legacy Company – North Park Hub and Playground, Londres
  - UFA gagnent le concours de la York Art Gallery bid, Ryedale, East Yorkshire, Royaume-Uni [10]
- 2009 :
  - Southend Pier, Southend-on-Sea, Royaume-Uni
  - Sidra Towers, Doha, Qatar with Formation Architects
  - Bishop Edward King Chapel, Ripon College, Oxford, Royaume-Uni
  - Poolhouse 2, Royaume-Uni
  - Maelog Lake Hospitality Academy and Restaurant, Anglesey, Pays de Galles
- 2006 : 
  - The Hill, Arts and Cultural Proposal, Londres, Royaume-Uni
  - Kasahara Culture and Amenity Hall, Préfecture de Gifu, Japon
  - Park Houses, Preston, Royaume-Uni (permis de construire délivré en 2008)
- 2005 : 
  - Beach Palace for Wife of HH the Emir, Doha, Qatar
  - Doha Art Foundation and Official Residence, Doha, Qatar
- 2004 :
  - BBC Music Centre & Offices, Londres, Royaume-Uni avec Cecil Balmond
  - Hôtel Puerta America, Madrid, Espagne
  - Museum of National Textiles and Costumes, Qatar
- 2003:
  - Bury St Edmunds Museum, Royaume-Uni
  - The Cutting Garden, Perch Hill Farm, Royaume-Uni
  - Teletubby Museum and Shop, Stratford-upon-Avon, Royaume-Uni
- 2002 : Stade Maritime, Hastings, Royaume-Uni
- 2001 : Poolhouse 1, Home Counties, Royaume-Uni
- 2000-2001 : Office Reappraisal, Londres, Royaume-Uni
- 2000 : Grafton New Hall, Cheshire, Royaume-Uni – Projet présenté à la Biennale de Venise en 2002
- 1999-2000 : Loft Apartment, Bankside, Londres, Royaume-Uni
- 1999 : 
  - Homes for the Future, Glasgow – 1er prix
  - Hopton Street loft residential interior, Thames, Londres, Royaume-Uni
- 1998 : 
  - Billiard Hall and House, Nagoya, Japon
  - Kumamoto Artpolis, Park Management Office, Kumamoto, Japon
- 1997-1999: The Flagship Building, Homes for the Future, Glasgow, Royaume-Uni
- 1997 :
  - Polyphony House Osaka, Japon
  - Financial Times Millenium Bridge (concours)
- 1996-1998 : Billiard Hall and House, Nagoya, Japon
- 1996 : 
  - Leith Walk Development – Invités au concours
  - Annual Architectural Design Commendation of the Architectural Institute of Japan
  - 1009 Footpath, Adelaide, Australie
  - S Project, Tokyo, Japon
  - Financial Times Millennium Bridge, Londres, Royaume-Uni - Présélectionnés
- 1995 : Housing Prototype 1,  Osaka, Japon
- 1994 : 
  - Soft and Hairy House, Préfecture d'Ibaraki Japon
  - Kaizankyo company villa, Préfecture de Wakayama, Japon
  - Spiral Wall House" Kōbe, Préfecture d'Hyogo, Japon
  - NEG Glass – 1er prix
  - House for the Third Millennium (projet)
- 1993-1994 : Kaizankyo Spa Resort, Japon
- 1993 :
  - Chiaroscuro House Tokyo, Japon
  - BBC Design Awards" - Mention spéciale
- 1992-1994 : Soft and Hairy House, Tokyo, Japon
- 1992-1993 : Truss Wall House, Tokyo, Japon
- 1992 : Kariguchy Community Centre, Kōbe - Présélectionnés
- 1991 :
  - Vertical Horizon, Tokyo, Japon
  - Kansai Science City "Monument for a Square"
  - Concours pour le métro de Tokyo - Présélectionnés
- 1990 : Yokohama Sportsman Club, Préfecture de Kanagawa, Japon
- 1989 :
  - Echo Chamber Tokyo, Japon
  - Park Museum City
- 1988:
  - MCH Residential Design Award - 1er prix

## Conférences
- Ushida et Findlay donnent régulièrement des conférences à travers le monde.
- Kathryn Findlay fut invitée à l'Architecture World à Francfort-sur-le-Main le 19 mars 2011.

Intitulé «Crafting le Digital», la conférence donnée à l'Architecture World a porté sur trois projets: Doha Art Foundation, Olympique 2 et Poolhouse-2/ poolhouse 2.
- 2011:
  - Architecture World in Frankfurt
- 1997:
  - University of Dundee
  - Architectural Association School of Architecture
  - University of Edinburgh
- 1996:
  - Inha University, Corée – Workshop
  - UIA Barcelone
  - RIAS Conference, Stirling
  - Scotland University of South Australia
  - University of Western Australia
  - Meiji University
- 1995:
  - RMIT University: Royal Melbourne Institute of Technology
- 1994: 
  - Royal Institute of British Architects (RIBA), Londres
  - University College de Londres
  - Cambridge University
  - Brighton School of Art
  - Mackintosh School of Architecture
  - Glasgow School of Art
  - North Wales Society of Architects – Annual Lecture Kingston University Easter Atelier

### De Ushida Findlay
- Eisaku Ushida et Findlay, Ushida findlay 2g nº 06, Barcelone, Gustavo Gilli, s.a., 1997, 143 p. (ISSN 1136-9647)
- Eisaku Ushida et Kathryn Findlay, Parallel Landscapes, Toto, 1996, 88 p. (ISBN 600-07-9051-1)

### Sur Ushida Findlay
- Mark Taylor, Surface Consciousness, John Wiley & Sons Ltd, 2003, 128 p. (ISBN 0-470-84843-X)
- Carles Broto i Comerma, Experimental architecture : houses, Barcelone, 2003, 287 p. (ISBN 84-89861-46-3)
- Leon Van Schaik, Ushida & Findlay : 2G International Architecture Review, Watson-GuptillPublications, 1998, 144 p. (ISBN 0-8230-6592-8)
- Peter Zellner, Pacific edge : contemporary architecture on the Pacific rim, Londres, Thames & Hudson, 1998, 224 p. (ISBN 0-500-34163-X)
- (en) John Wellsh, Modern house, Londres, Phaidon, 1995, 240 p. (ISBN 0-7148-2889-0)